# Amchang-Wildreservat
Das Amchang-Wildreservat (englisch Amchang Wildlife Sanctuary) liegt südlich des Brahmaputra im indischen Bundesstaat Assam im Distrikt Kamrup Metropolitan, etwa 15 km östlich der Stadt Guwahati und 40 km vom Flughafen Guwahati entfernt.

## Geographie
Das Wildreservat hat eine Fläche von 78,64 km² und setzt sich aus drei Waldreservaten zusammen: Amchang Reserve Forest (53,18 km²), South Amchang Reserve Forest (15,5 km²) und Khanapara Reserve Forest (9,96 km²). Die beiden letzteren liegen zusammenhängend südlich einer in Ost-West-Richtung verlaufenden Landstraße und das dritte, größere nördlich davon. Nördlich verläuft eine Bundesstraße entlang des Brahmaputra. Östlich des Gebiets fließt gen Norden der Digaru, der in den Kopili mündet und dieser wenig später in den Brahmaputra. Das Gebiet ist geographisch Teil des Shillong-Plateaus und eine Fortsetzung der Khasi- und Jaintia-Berge von Meghalaya.
In den Randgebieten des Wildreservats leben unter anderem Angehörige der Bodo, Karbi, Khasi, Garo und Nepalesen.

## Geschichte
Das Amchang-Wildreservat wurde am 19. Juni 2004 ausgewiesen.
Räumung von illegalen Siedlungen 2017
Im November 2017 wurden nach gerichtlicher Anordnung des Gauhati High Court illegale Einwohner im Park polizeilich vertrieben. Etwa ein Dutzend Elefanten wurden dabei verwendet, um die etwa 1000 meist aus Bambus oder Blech bestehenden Hütten einzureißen, da Abrissgeräte die Orte teilweise nur schwer erreichen konnten. Der Einsatz rief Kritik von Tierschützern hervor. Die von der Räumung betroffenen Einwohner kritisierten zudem das Abreißen ihrer Hütten, bevor andernorts Ersatz geschaffen wurde. Fünf Protestierende wurden nach Einsatz von Tränengas durch die Polizei verletzt. Unter den von der Räumung betroffenen waren auch zahlreiche aus dem Volk der Miris, die zuvor schon nach Überschwemmungen aus ihren Heimatorten vertrieben wurden. Dem Forstminister von Assam zufolge zwang die Anwesenheit der Einwohner die im Wildreservat lebenden Elefanten dieses zur Nahrungssuche zu verlassen. In der Vergangenheit hatte es in Dörfern auch Todesfälle und Zerstörungen durch Elefanten gegeben. Einen ähnlichen Räumungseinsatz gab es im September 2016 im Kaziranga-Nationalpark. Dabei kamen bei Auseinandersetzungen mit der Polizei zwei Menschen ums Leben und 17 weitere wurden verletzt, darunter 15 Polizisten.

## Flora und Fauna
Das Amchang-Wildreservat wird von immergrünem tropischen Laubwald dominiert mit halbimmergrünen Wäldern in Senken und Flusstälern. Es ist für seine seltenen und gefährdeten Wildtiere bekannt. Besonders bekannt ist die dort isoliert lebende Population von Asiatischen Elefanten über die die erste veröffentlichte Information aus dem Jahr 1985 stammt. Neben ihnen besteht in dem Waldgebiet auch eine isolierte Population von Gauren.
Weitere im Wildreservat vorkommende Säugetierarten sind unter anderem Chinesische Schuppentiere, Sambars, Muntjaks Wildschweine, Stachelschweine, Leoparden, Rohrkatzen, Bengalkatzen, Schwarzweiß-Gleithörnchen und Flughunde. An Primaten finden sich Plumploris, Assam-Makaken, Rhesusaffen, Kappenlanguren und Weißbrauengibbons. Zu den vorkommenden Vogelarten zählen Sunda-Marabus, Große Adjutanten, Weißrückengeier, Dünnschnabelgeier und Bronzefruchttauben. Eine Studie von 2020 zählte zudem 22 Amphibienarten aus 7 Familien und 41 Reptilienarten aus 11 Familien. Unter diesen sind eine Amphibie und zwei Reptilien von der IUCN als gefährdet eingestuft. Bekannte Reptilienarten im Wildreservat sind Warane, Brillenschlangen und Pythons. Von den über 750 Schmetterlings- und 350 Mottenarten in Assam finden sich auch einige im Wildreservat, darunter beispielsweise die Weißlingsart Gandaca harina. Eine Untersuchung um das Gebiet fand 16 Arten von Edelfaltern, jeweils 4 Arten von Dickkopffaltern und Weißlingen, sowie 2 Arten von Ritterfaltern und 1 Art von Bläuling.